# جناح اعتدال‌گرایان

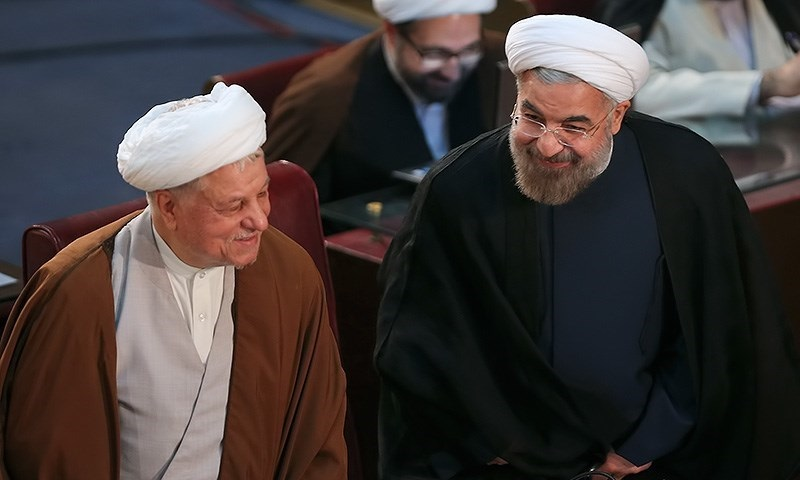
حسن روحانی و اکبر هاشمی رفسنجانی

اعتدال‌گرایی جریانی اجتماعی-سیاسی با استراتژی مشخص توسعه است که در کنار اصلاح‌طلبی و اصولگرایی قرار می‌گیرد.
این مفهوم تا پیش از انتخاب حسن روحانی  به ریاست‌جمهوری در سال ۱۳۹۲، در میان طیف یاران اکبر هاشمی رفسنجانی تحت عنوان حزب اعتدال و توسعه تعریف شده‌بود ولی پس از انتخاب روحانی با شعار «اعتدال»، در جامعهٔ سیاسی ایران رایج شد.
عمده افراد شاخص این جریان مانند اکبر هاشمی رفسنجانی و حسن روحانی سال‌های گذشته جزو جناح راست بوده‌اند. برخی منتقدان اعتدال‌گرایی را احیا و بازگشت جناح راست می‌دانند.

## پیش‌زمینه
نخستین ریشه خط مشی  اعتدال‌گرایی  در ایران را می‌توان در دوره بعد از مشروطیت یافت. در اولین مجلس شورای ملی دو حزب سوسیال دموکرات ایران و اعتدالیون قدرت را در دست داشتند. افرادی همچون قوام‌السلطنه، حسن مدرس و حسن تقی‌زاده از اعضای حزب سوسیال دموکرات بودند. افرادی هم که خود را بنیانگذاران قیام مشروطه می‌دانستند، حزب اعتدالیون را تشکیل دادند. این دسته را افرادی نظیر سید محمد طباطبایی، عبدالله بهبهانی، سردار اسعد بختیاری، علی‌اکبر دهخدا، ستارخان و باقرخان تشکیل داده بودند. این طیف علی‌رغم مدت حضور طولانی در تاریخ سیاسی ایران، نتوانست تأثیری بر روی گروه‌های سیاسی افراط‌گرا در طول دوران حکومت پهلوی و نظام جمهوری اسلامی ایران بگذارد.
موج جدید این گرایش که در دوران اصلاحات با هسته‌ای متشکل از سیاستمدارانی همچون حسن روحانی، محمدباقر نوبخت، محمود واعظی و علی یونسی شکل گرفت، سعی در ایجاد ایدئولوژی «محافظه‌کار میانه‌رو» که بتواند حد اعتدال بین اندیشه‌های سیاسی با گرایش‌های اقتصادی را برقرار نماید، هدف این گروه بود. این تفکر بعد از انتخابات ریاست جمهوری سال ۱۳۸۴ در مرکز تحقیقات استراتژیک مجمع تشخیص مصلحت نظام، تفکر غالب شد. دیدگاه‌های این طیف مورد انتقاد محمود احمدی‌نژاد، رئیس جمهور وقت قرار گرفت و به دلیل اظهارنظرهای اعتدال‌گرایان مرکز تحقیقات در خصوص حوادث بعد از انتخابات ۲۲ خرداد ۱۳۸۸، احمدی‌نژاد دستور به کاهش بودجه این سازمان در مجلس شورای اسلامی داد.

## تعاریف
اکبر هاشمی رفسنجانی، رئیس مجمع تشخیص مصلح نظام، دیدگاه‌های خود در خصوص خط مشی اعتدال را این‌گونه بیان می‌کند:«مقصد اعتدال، واقع‌گرایی اسلامی است. در واقع‌گرایی اسلامی نه اسلام فراموش می‌شود و نه آرمان‌ها. در مسیر واقع‌گرایی اسلامی آرمان‌های ما هم اسلامی‌تر می‌شوند و هم واقع‌بینانه‌تر. جامعه ایران به مرور زمان به سمت اعتدال حرکت خواهد کرد. همواره افرادی تندرو در دو سوی جریانات سیاسی باقی خواهند ماند ولی به مرور زمان از تعداد آن‌ها کاسته خواهد شد تا عده قلیلی که خود را تنها می‌بینند.»
عماد افروغ اعتدال‌گرایی را یک خرد جمعی توصیف می‌کند که در آن تمام ظرفیت‌های مدنی یک کشور امکان حضور داشته باشند. افروغ معتقد است به‌کارگیری روش اعتدالی به صورت انفرادی ممکن نیست. برای پیاده‌سازی اعتدال در جامعه، باید تمام جامعه بستری برای پذیرش اعتدال‌گرایان باشد و نه صرفاً قشری خاص.
احمد پورنجاتی معتقد است اعتدال‌گرایی به این معنا است که تصمیم‌ها، سیاست‌ها و برنامه‌ها مبنایی منطقی داشته و با در نظر گرفتن ظرفیت‌های واقعی جامعه و توجه به مقررات و محدودیت‌ها وضع شوند. اعتدال‌گرایی به مفهوم ایستایی، سازش کاری و محافظه‌کاری نیست. اعتدال‌گرایی یعنی پا در واقعیت باشد و چشم‌ها به افق‌های بلند دوخته شود. وی معتقد است اعتدال‌گرایی بیان دیگری از مشی اصلاح‌طلبی است. در جبهه اعتدال، اصلاح‌طلبان  میانه‌رو می‌توانند در کنار اصولگرایانی غیرافراطی قرار بگیرند.
محمود سریع القلم یکی از کسانیست که به لحاظ علمی و نظری نظریه اعتدال گرایی را مطرح و مورد بررسی قرارداده است وی در این باره مقاله‌ای نیز در وبسایتش منتر کرده‌است.
رسول منتجب‌نیا اعتدال‌گرایی را گرایش سیاسی-اجتماعی با قدمتی در تاریخ سیاسی ایران تعریف کرده‌است که سعی دارد در مقابل گروه‌های سیاسی افراط‌گرا قرار بگیرد و مانع از فعالیت سیاسی ایشان شود. در سال‌های اخیر نیز اعتدال‌گرایان سعی داشتند علاوه بر هدف اصلی، شکاف بین اصول‌گرایان ایران و اصلاح‌طلبان ایران را برطرف نماید. گرچه اصلاح‌طلبان ایران معتقدند با نفوذ افراط‌گرایان در بین اصول‌گرایان، اعتدال‌گرایی به مفهوم اصلاح‌طلبی نزدیکتر شده‌است.

## دولت یازدهم ایران
در انتخابات ریاست‌جمهوری ایران (۱۳۹۲)، حسن روحانی نامزد نماینده این گرایش، با شعار «دولت تدبیر و امید» موفق شد پیروز انتخابات ایران شود و دولت یازدهم ایران را تشکیل داد.

## عملکرد انتخاباتی
ریاست‌جمهوری
| سال       | ائتلاف                             | سیاست                                     | نتیجه              |
| --------- | ---------------------------------- | ----------------------------------------- | ------------------ |
| ۱۳۸۰      | چکاد آزاداندیشان                   | حمایت از عبدالله جاسبی                    | شکست               |
| ۱۳۸۴خرداد | چکاد آزاداندیشان                   | حمایت از اکبر هاشمی رفسنجانی              | راهیابی به دور دوم |
| ۱۳۸۴خرداد | ائتلاف نهم برای فردای بهتر         | حمایت از اکبر هاشمی رفسنجانی              | راهیابی به دور دوم |
| ۱۳۸۴تیر   | چکاد آزاداندیشان                   | حمایت از اکبر هاشمی رفسنجانی              | شکست               |
| ۱۳۸۴تیر   | ائتلاف نهم برای فردای بهتر         | حمایت از اکبر هاشمی رفسنجانی              | شکست               |
| ۱۳۸۸      | چکاد آزاداندیشان                   | عدم موضع‌گیری                              | —                  |
| ۱۳۹۲      | جبهه اعتدال‌گرایان                  | حمایت از اکبر هاشمی رفسنجانی ← حسن روحانی | پیروزی             |
| ۱۳۹۲      | جبهه مردمی حماسه‌سازان ایران اسلامی | حمایت از اکبر هاشمی رفسنجانی ← حسن روحانی | پیروزی             |
| ۱۳۹۲      | ائتلاف اراده ملی ایران اسلامی      | حمایت از علی‌اکبر ولایتی                   | شکست               |
| ۱۳۹۶      | جبهه اعتدال‌گرایان                  | حمایت از حسن روحانی                       | پیروزی             |
| ۱۳۹۶      | جبهه مستقلین و اعتدال‌گرایان ایران  | حمایت از قدرتعلی حشمتیان                  | انصراف از نامزدی   |
| ۱۴۰۰      | جبهه مستقلین و اعتدال‌گرایان ایران  | حمایت از قدرتعلی حشمتیان                  | انصراف از نامزدی   |

مجلس
| سال       | ائتلاف(های) حاضر در انتخابات    | کرسی‌ها    | -/+       | وضعیت در مجلس                                  |
| --------- | ------------------------------- | --------- | --------- | ---------------------------------------------- |
| ۱۳۹۵–۱۳۹۴ | جبهه تدبیر و توسعه ایران اسلامی | ۱۱        | جدید      | مجلس معلق در اتحاد با ائتلاف فراگیر اصلاح‌طلبان |
| ۱۳۹۹–۱۳۹۸ | یاران هاشمی                     | ۷         | ۴         | اقلیت                                          |
| ۱۴۰۳–۱۴۰۲ | عدم رقابت                       | عدم رقابت | عدم رقابت | —                                              |

## فراکسیون‌های پارلمانی
| ◎ | رهبر پارلمانی جناح اعتدال‌گرایان |
|   | فراکسیون حائز اکثریت در مجلس    |

فراکسیون‌های جبهه‌ای
| دوره | سال‌ها     | فراکسیون(ها)                                | فراکسیون(ها)                                |
| ---- | --------- | ------------------------------------------- | ------------------------------------------- |
| ۵    | ۱۳۷۹–۱۳۷۵ | نمایندگان مستقل حزب‌اللهرئیس: سید طه هاشمی   | نمایندگان مستقل حزب‌اللهرئیس: سید طه هاشمی   |
| ۶    | ۱۳۸۱–۱۳۷۹ | —                                           | —                                           |
| ۶    | ۱۳۸۳–۱۳۸۱ | مستقلرئیس: جلالی                            | مستقلرئیس: جلالی                            |
| ۷    | ۱۳۸۷–۱۳۸۳ | —                                           | —                                           |
| ۸    | ۱۳۹۱–۱۳۸۷ | —                                           | —                                           |
| ۹    | ۱۳۹۵–۱۳۹۱ | —                                           | —                                           |
| ۱۰   | ۱۳۹۹–۱۳۹۵ | مستقلان ولاییرئیس: جلالی ← جعفرزاده         | مستقلان ولاییرئیس: جلالی ← جعفرزاده         |
| ۱۱   | ۱۴۰۳–۱۳۹۹ | مستقلان ولاییرئیس: باقری بنابی ← نوری قزلجه | مستقلان ولاییرئیس: باقری بنابی ← نوری قزلجه |

فراکسیون‌های حزبی
| دوره | سال‌ها     | حزب(ها)                   |
| ---- | --------- | ------------------------- |
| ۵    | ۱۳۷۹–۱۳۷۵ | —                         |
| ۶    | ۱۳۸۳–۱۳۷۹ | اعتدال و توسعهرئیس: نوبخت |
| ۷    | ۱۳۸۷–۱۳۸۳ | اعتدال و توسعهرئیس: ؟     |
| ۸    | ۱۳۹۱–۱۳۸۷ | —                         |
| ۹    | ۱۳۹۵–۱۳۹۱ | —                         |
| ۱۰   | ۱۳۹۹–۱۳۹۵ | —                         |
| ۱۱   | ۱۴۰۳–۱۳۹۹ | —                         |